# St Helen's (Sorlingues)
Pour les articles homonymes, voir St Agnes.
L'île St Helen's est une île inhabitée de l’archipel des Sorlingues.
C'est sur l'île de St Helen's que l'on trouve la maison des pestiférés (Pest House).
St Helen's est l’un des lieux de l’intrigue du roman Le mystère de Lucy Lost (Prix Sorcières 2016), de Michael Morpurgo.